# Polska na Zimowym Pucharze Europy w Rzutach 2010
Polska na Zimowym Pucharze Europy w Rzutach 2010 – reprezentacja Polski podczas zimowego pucharu, który odbył się 20 i 21 marca we francuskim Arles, liczyła dziewięciu zawodników. 

## Występy reprezentantów Polski

### Mężczyźni
- Rzut dyskiem
  - Bartosz Ratajczak zajął 1. miejsce w grupie B z wynikiem 60,44

- Rzut młotem
  - Paweł Fajdek zajął 5. miejsce wśród młodzieżowców z wynikiem 67,07
  - Wojciech Kondratowicz zajął 4. miejsce w grupie A z wynikiem 75,25

- Rzut oszczepem
  - Paweł Rakoczy zajął 2. miejsce w grupie A z wynikiem 78,13
  - Piotr Hajdysz zajął 6. miejsce wśród młodzieżowców z wynikiem 73,44

### Kobiety
- Rzut dyskiem
  - Żaneta Glanc zajęła 2. miejsce w grupie A z wynikiem 59,95
  - Wioletta Potępa zajęła 5. miejsce w grupie A z wynikiem 57,50

- Rzut młotem
  - Joanna Fiodorow zajęła 4. miejsce wśród młodzieżowców z wynikiem 61,55

- Rzut oszczepem
  - Agnieszka Lewandowska zajęła 8. miejsce wśród młodzieżowców z wynikiem 49,38